# Каруярве (заказник)
Зака́зник Ка́руярве (ест. Karujärve hoiuala) — природоохоронна територія в Естонії, у волостях Ляене-Сааре і Кігелконна повіту Сааремаа.
Загальна площа — 354,6 га, у тому числі площа водойм — 345,4 га.
Заказник утворений 27 липня 2006 року.

## Розташування
Майже всю територію заказника займає озеро Каруярв (Karujärv).
Населені пункти, що розташовуються поблизу заказника: села Пайкюла та Нимпа (волость Ляене-Сааре), Куумі та Каруярве (волость Кігелконна).

## Опис
Метою створення заказника є збереження типу оселищ видів флори та фауни (Директива 92/43/ЄЕС, Додаток I):
- (3130) Оліготрофні до мезотрофних непроточні (лентичні) водойми з рослинністю Littorelletea uniflorae та/або Isoëto-Nanojuncetea — 352,0 га.

У заказнику охороняються місця проживання видів тварин (Директива 92/43/ЄЕС, Додаток II): нічниці ставкової (Myotis dasycneme) та бабця звичайного (Cottus gobio).
На території, що займає заказник, у 2004 році була утворена природна область Каруярве (Karujärve loodusala), яка є складовою частиною Європейської екологічної мережі Natura 2000.